# Gabi Zanotti
Gabriela Maria Zanotti Demoner (Itaguaçu, Brasil; 28 de febrero de 1985), conocida como Gabi Zanotti, es una futbolista profesional brasileña. Juega como mediocampista y su actual equipo es el Corinthians de la primera división del Brasileirão Femenino y en la selección de Brasil.

## Estadísticas

### Clubes

#### Futsal
| Club       | País   | Año         |
| ---------- | ------ | ----------- |
| Kindermann | Brasil | 2004 - 2006 |

#### Fútbol
| Club                   | País           | Año           |
| ---------------------- | -------------- | ------------- |
| Quickstrike Lady Blues | Estados Unidos | 2010          |
| Santos                 | Brasil         | 2011          |
| Centro Olímpico        | Brasil         | 2012-2013     |
| Kindermann             | Brasil         | 2014          |
| Centro Olímpico        | Brasil         | 2014          |
| Santos                 | Brasil         | 2015          |
| Dalian Quanjian        | China          | 2016          |
| Jiangsu Suning         | China          | 2017          |
| Corinthians            | Brasil         | 2018-presente |

## Palmarés

### Futsal

#### Títulos nacionales
| Título                 | Club       | País   | Año  |
| ---------------------- | ---------- | ------ | ---- |
| Campeonato Catarinense | Kindermann | Brasil | 2004 |
| Campeonato Catarinense | Kindermann | Brasil | 2005 |
| Copa de Brasil         | Kindermann | Brasil | 2005 |

#### Títulos internacionales
| Título       | Club   | País    | Año  |
| ------------ | ------ | ------- | ---- |
| Universiadas | Brasil | Turquía | 2005 |

(*) Incluyendo la Selección

### Fútbol

#### Títulos nacionales
| Título               | Club            | País   | Año  |
| -------------------- | --------------- | ------ | ---- |
| Campeonato Paulista  | Santos          | Brasil | 2011 |
| Brasileirão Femenino | Centro Olímpico | Brasil | 2013 |
| Superliga Femenina   | Dalian Quanjian | China  | 2016 |
| Brasileirão Femenino | Corinthians     | Brasil | 2018 |
| Brasileirão Femenino | Corinthians     | Brasil | 2019 |
| Campeonato Paulista  | Corinthians     | Brasil | 2019 |
| Campeonato Paulista  | Corinthians     | Brasil | 2020 |
| Brasileirão Femenino | Corinthians     | Brasil | 2020 |
| Brasileirão Femenino | Corinthians     | Brasil | 2021 |

#### Títulos internacionales
| Título                            | Club        | País    | Año  |
| --------------------------------- | ----------- | ------- | ---- |
| Juegos Panamericanos              | Brasil      | Canadá  | 2015 |
| Torneo Internacional de Yongchuan | Brasil      | China   | 2017 |
| Copa Libertadores                 | Corinthians | Ecuador | 2019 |

(*) Incluyendo la Selección